# اسيتو كورسا
اسيتو كورسا (بالإنجليزية: Assetto Corsa)‏، هي لعبة فيديو إلكترونية إيطالية من نوع سباق السيارات عن طريق التحكم، طورها كونوس سيمولازيوني الإيطالية ونشرها لنظام الحاسب الشخصي سنة 2012م، وفي شهر أغسطس سنة 2016م صدرت على نظامي التشغيل بلاي ستيشن 4 وإكس بوكس ون، وذلك عن طريق شركة النشر الألمانية 505 جيمز ، وتتميز اللعبة بتنوع السيارات الرياضية المرخصة من شركات السيارات مثل فيراري وغيره.